# Osmanische Militärbahn in Palästina
| Streckenplan |                                               | | |
| Spurweite: | 1050 mm                                       | | |
| |                                               | | |
| Spurweite: ab 1918/1920 | 1435 mm: von Tulkarm bis Wadi Surar (Ostbahn) | | |
| Staaten: | Paläst. Auton.-geb., Israel, Ägypten          | | |
| \| \| \| \| \| \| \| \| Samarienbahn Afula–Nablus von Afula \| \| \| \| \| \| \| \| \| 0,060,0 \| Masʿūdiyya \| Masʿūdiyya \| \| \| \| Samarienbahn nach Nablus \| \| \| \| 10 \| Anabta \| Anabta \| \| \| 15 \| Nur asch-Schams \| Nur asch-Schams \| \| \| \| \| \| \| \| \| von Wäldern bei Chadera u. Kafr Qara 1915–18 Ostbahn von Chadera 1918–1948 \| \| \| \| \| \| \| \| \| 19 \| Tulkarm \| Tulkarm \| \| \| \| Grüne Linie \| \| \| \| \| Teʾenim \| \| \| \| \| Ostbahn von Chadera seit 1949 \| \| \| \| \| Avrech \| \| \| \| \| Tayyibe ab 2026 neu \| \| \| \| \| Alexander \| \| \| \| \| Tira-Kochav Jaʾir–Zur Jigʾal ab 2026 \| \| \| \| \| \| \| \| \| \| Qalqiliya 1915–1948, dann trennte die Grüne Linie Bahnhof und Ort Ejal 1948–1968 \| \| \| \| \| \| \| \| \| \| Kfar Saba Zafon ab 2026 neu \| \| \| \| \| \| \| \| \| \| nach Kfar Saba 1961–1993, ab 1968 nur Güter; ab 2026 zur Scharonbahn \| \| \| \| \| \| \| \| \| \| Scharonbahn von Raʿanannah \| \| \| \| \| Qanah \| \| \| \| \| Rosch ha-ʿAjin Zafon seit 2003 \| \| \| \| \| Jarqonbahn nach Tel Aviv \| \| \| \| \| Rabah \| \| \| \| \| Jarqonbahn von Tel Aviv \| \| \| \| \| \| \| \| \| \| Ras al-ʿAin 1915–1948 Rosch ha-ʿAjin 1948–93 und 2000–03 Rosch ha-ʿAjin Darom ab 2026 \| \| \| \| \| \| \| \| \| \| Schiloh (Wadi Amuriyya) \| \| \| \| \| Masor \| \| \| \| \| Elʿad ab 2026 \| \| \| \| \| \| \| \| \| \| Rantiya 1915–1933 Rinnatia 1954–1998 \| \| \| \| \| \| \| \| \| \| \| \| \| \| \| zu Steinbrüchen bei Tirat Jehuda \| \| \| \| \| \| \| \| \| \| Jehud \| \| \| \| \| \| \| \| \| \| Teʿufah ab 2026 \| \| \| \| \| \| \| \| \| \| von der US ATC-Basis[1] 1942–1947 \| \| \| \| \| \| \| \| \| \| zur Nachschubbasis bei Beit Nabala 1918–1949 bis al-Lubban \| \| \| \| \| \| \| \| \| \| \| \| \| \| \| Kafr Dschinnis 1915–1933 \| \| \| \| \| \| \| \| \| \| Natuf \| \| \| \| \| Schnellstrecke Tel Aviv–Jerusalem \| \| \| \| \| von Schnellstrecke aus Tel Aviv \| \| \| \| \| Ajjalon \| \| \| \| \| Lod Zafon ab 2026 \| \| \| \| \| J & J-Linie von Jaffa/Tel Aviv \| \| \| \| \| Lod seit 1891 (Ende Ostbahn) \| \| \| \| \| \| \| \| \| \| Sinai-Bahn nach Aschqelon bis 1948 weiter nach al-Qantarah (Ägypten) \| \| \| \| \| \| \| \| \| \| Ramleh seit 2005 \| \| \| \| \| \| \| \| \| \| Ramleh (alt) 1891–1998; teils zur Unterscheidung auch Ramla Ost genannt \| \| \| \| \| \| \| \| \| \| \| \| \| \| \| Bahnstrecke ←Rischon LeZion–Modiʿin→ \| \| \| \| \| \| \| \| \| \| Naʿaneh um 1920–1992 \| \| \| \| \| Hauptlinie nach Beʾer Scheva (ab 1956) \| \| \| \| \| \| \| \| \| \| Wadi Surar 1917-1930-er als Betriebsbhf. Nachal Soreq seit 1948 \| \| \| \| \| \| \| \| \| \| J & J-Linie nach Jerusalem \| \| \| \| \| Hauptlinie von Nahariyya \| \| \| \| \| \| \| \| \| \| at-Tina 1915–1927 Qirjat Malʾachi-Joʾav seit 2018 \| \| \| \| \| \| \| \| \| \| \| \| \| \| \| Bahnstrecke at-Tina–Küste nach al-Hudsch oder Beit Hanun (Bahn im Gazastreifen) und diese weiter nach Rafah (Sinai-Bahn) s. u. \| \| \| \| \| \| \| \| \| \| Nachal Lachisch \| \| \| \| \| \| \| \| \| \| ʿIraq al-Manschiyya 1915–1927 Qirjat Gat 1960–1979 und seit 1997 \| \| \| \| \| \| \| \| \| \| Cheletz-Güterbahn von Aschqelon seit 1982 \| \| \| \| \| Hauptlinie nach Beʾer Scheva \| \| \| \| \| Tell al-Ḥaṣi \| \| \| \| \| Pura \| \| \| \| \| Ameidat \| \| \| \| \| Stichstrecke nach Harira \| \| \| \| \| Tell asch-Schariʿah \| \| \| \| \| Gerar \| \| \| \| \| Bahnstrecke Aschqelon–Beʾer Scheva \| \| \| \| \| Nachal Pattisch \| \| \| \| \| Abu Irgeig (Abu ʿIrqaiyiq) \| \| \| \| \| Bahnstrecke von Rafah \| \| \| \| 164,059,0 \| Be’er Scheva (alt) 1915–1927 \| Be’er Scheva (alt) 1915–1927 \| \| \| \| Beʾer Scheva Merkaz seit 2000 \| \| \| \| \| Hauptlinie nach Nahariyya \| \| \| \| \| Beʾer Scheva (Fluss) \| \| \| \| \| Nachal Beqa \| \| \| \| \| Ramat Chovav Güterbahnhof \| \| \| \| \| ʿAsludsch 1916–1917 \| \| \| \| \| ʿAudscha al-Ḥafir 1916–1917 \| \| \| \| \| Stichstrecke nach Magdhaba \| \| \| \| \| ʿEzuz \| \| \| \| \| Grenze zwischen Ägypten und Israel \| \| \| \| \| al-Qusayma 1916–1917 \| \| \| \| 256,0 \| Ägyptische Front im Sinai \| Ägyptische Front im Sinai \| |                                               | | |
| |                                               | | |
| Strecke (außer Betrieb) |                                               | Samarienbahn Afula–Nablus von Afula                                                                                            | Samarienbahn Afula–Nablus von Afula                                                                                            |
| |                                               | | |
| Bahnhof (Strecke außer Betrieb) | 0,060,0                                       | Masʿūdiyya | Masʿūdiyya |
| Abzweig geradeaus und nach links (Strecke außer Betrieb) |                                               | Samarienbahn nach Nablus | Samarienbahn nach Nablus |
| Bahnhof (Strecke außer Betrieb) | 10                                            | Anabta | Anabta |
| Bahnhof (Strecke außer Betrieb) | 15                                            | Nur asch-Schams | Nur asch-Schams |
| |                                               | | |
| Abzweig geradeaus und von rechts (Strecke außer Betrieb) |                                               | von Wäldern bei Chadera u. Kafr Qara 1915–18 Ostbahn von Chadera 1918–1948                                                     | von Wäldern bei Chadera u. Kafr Qara 1915–18 Ostbahn von Chadera 1918–1948                                                     |
| |                                               | | |
| Bahnhof (Strecke außer Betrieb) | 19                                            | Tulkarm | Tulkarm |
| Grenze (Strecke außer Betrieb) |                                               | Grüne Linie | Grüne Linie |
| Brücke über Wasserlauf (Strecke außer Betrieb) |                                               | Teʾenim | Teʾenim |
| Abzweig geradeaus und von rechts (Strecke außer Betrieb) |                                               | Ostbahn von Chadera seit 1949                                                                                                  | Ostbahn von Chadera seit 1949                                                                                                  |
| Brücke über Wasserlauf (Strecke außer Betrieb) |                                               | Avrech | Avrech |
| Bahnhof (Strecke außer Betrieb) |                                               | Tayyibe ab 2026 neu | Tayyibe ab 2026 neu |
| Brücke über Wasserlauf (Strecke außer Betrieb) |                                               | Alexander | Alexander |
| Bahnhof (Strecke außer Betrieb) |                                               | Tira-Kochav Jaʾir–Zur Jigʾal ab 2026                                                                                           | Tira-Kochav Jaʾir–Zur Jigʾal ab 2026                                                                                           |
| |                                               | | |
| Bahnhof (Strecke außer Betrieb) |                                               | Qalqiliya 1915–1948, dann trennte die Grüne Linie Bahnhof und Ort Ejal 1948–1968                                               | Qalqiliya 1915–1948, dann trennte die Grüne Linie Bahnhof und Ort Ejal 1948–1968                                               |
| |                                               | | |
| Bahnhof (Strecke außer Betrieb) |                                               | Kfar Saba Zafon ab 2026 neu | Kfar Saba Zafon ab 2026 neu |
| |                                               | | |
| Abzweig geradeaus und nach rechts (Strecke außer Betrieb) |                                               | nach Kfar Saba 1961–1993, ab 1968 nur Güter; ab 2026 zur Scharonbahn                                                           | nach Kfar Saba 1961–1993, ab 1968 nur Güter; ab 2026 zur Scharonbahn                                                           |
| |                                               | | |
| Abzweig ehemals geradeaus und von rechts |                                               | Scharonbahn von Raʿanannah | Scharonbahn von Raʿanannah |
| Brücke über Wasserlauf |                                               | Qanah | Qanah |
| Bahnhof |                                               | Rosch ha-ʿAjin Zafon seit 2003                                                                                                 | Rosch ha-ʿAjin Zafon seit 2003                                                                                                 |
| Abzweig geradeaus und nach rechts |                                               | Jarqonbahn nach Tel Aviv | Jarqonbahn nach Tel Aviv |
| Brücke über Wasserlauf |                                               | Rabah | Rabah |
| Abzweig geradeaus und von rechts |                                               | Jarqonbahn von Tel Aviv | Jarqonbahn von Tel Aviv |
| |                                               | | |
| ehemaliger Bahnhof |                                               | Ras al-ʿAin 1915–1948 Rosch ha-ʿAjin 1948–93 und 2000–03 Rosch ha-ʿAjin Darom ab 2026                                          | Ras al-ʿAin 1915–1948 Rosch ha-ʿAjin 1948–93 und 2000–03 Rosch ha-ʿAjin Darom ab 2026                                          |
| |                                               | | |
| Brücke über Wasserlauf |                                               | Schiloh (Wadi Amuriyya) | Schiloh (Wadi Amuriyya) |
| Brücke über Wasserlauf |                                               | Masor | Masor |
| ehemaliger Bahnhof |                                               | Elʿad ab 2026 | Elʿad ab 2026 |
| |                                               | | |
| ehemaliger Bahnhof |                                               | Rantiya 1915–1933 Rinnatia 1954–1998                                                                                           | Rantiya 1915–1933 Rinnatia 1954–1998                                                                                           |
| |                                               | | |
| |                                               | | |
| Abzweig geradeaus und ehemals von links |                                               | zu Steinbrüchen bei Tirat Jehuda                                                                                               | zu Steinbrüchen bei Tirat Jehuda                                                                                               |
| |                                               | | |
| Brücke über Wasserlauf |                                               | Jehud | Jehud |
| |                                               | | |
| ehemaliger Bahnhof |                                               | Teʿufah ab 2026 | Teʿufah ab 2026 |
| |                                               | | |
| Abzweig geradeaus und ehemals von rechts |                                               | von der US ATC-Basis 1942–1947                                                                                                 | von der US ATC-Basis 1942–1947                                                                                                 |
| |                                               | | |
| Abzweig geradeaus und ehemals von links |                                               | zur Nachschubbasis bei Beit Nabala 1918–1949 bis al-Lubban                                                                     | zur Nachschubbasis bei Beit Nabala 1918–1949 bis al-Lubban                                                                     |
| |                                               | | |
| |                                               | | |
| ehemaliger Bahnhof |                                               | Kafr Dschinnis 1915–1933 | Kafr Dschinnis 1915–1933 |
| |                                               | | |
| Brücke über Wasserlauf |                                               | Natuf | Natuf |
| Kreuzung geradeaus unten |                                               | Schnellstrecke Tel Aviv–Jerusalem                                                                                              | Schnellstrecke Tel Aviv–Jerusalem                                                                                              |
| Abzweig geradeaus und von rechts |                                               | von Schnellstrecke aus Tel Aviv                                                                                                | von Schnellstrecke aus Tel Aviv                                                                                                |
| Brücke über Wasserlauf |                                               | Ajjalon | Ajjalon |
| ehemaliger Bahnhof |                                               | Lod Zafon ab 2026 | Lod Zafon ab 2026 |
| Abzweig geradeaus und von rechts |                                               | J & J-Linie von Jaffa/Tel Aviv                                                                                                 | J & J-Linie von Jaffa/Tel Aviv                                                                                                 |
| Bahnhof |                                               | Lod seit 1891 (Ende Ostbahn)                                                                                                   | Lod seit 1891 (Ende Ostbahn)                                                                                                   |
| |                                               | | |
| Abzweig geradeaus und nach rechts |                                               | Sinai-Bahn nach Aschqelon bis 1948 weiter nach al-Qantarah (Ägypten)                                                           | Sinai-Bahn nach Aschqelon bis 1948 weiter nach al-Qantarah (Ägypten)                                                           |
| |                                               | | |
| Bahnhof |                                               | Ramleh seit 2005 | Ramleh seit 2005 |
| |                                               | | |
| ehemaliger Bahnhof |                                               | Ramleh (alt) 1891–1998; teils zur Unterscheidung auch Ramla Ost genannt                                                        | Ramleh (alt) 1891–1998; teils zur Unterscheidung auch Ramla Ost genannt                                                        |
| |                                               | | |
| |                                               | | |
| Kreuzung geradeaus unten (Querstrecke außer Betrieb) |                                               | Bahnstrecke ←Rischon LeZion–Modiʿin→                                                                                           | Bahnstrecke ←Rischon LeZion–Modiʿin→                                                                                           |
| |                                               | | |
| ehemaliger Bahnhof |                                               | Naʿaneh um 1920–1992 | Naʿaneh um 1920–1992 |
| Abzweig geradeaus und nach rechts |                                               | Hauptlinie nach Beʾer Scheva (ab 1956)                                                                                         | Hauptlinie nach Beʾer Scheva (ab 1956)                                                                                         |
| |                                               | | |
| ehemaliger Bahnhof |                                               | Wadi Surar 1917-1930-er als Betriebsbhf. Nachal Soreq seit 1948                                                                | Wadi Surar 1917-1930-er als Betriebsbhf. Nachal Soreq seit 1948                                                                |
| |                                               | | |
| Abzweig ehemals geradeaus und nach links |                                               | J & J-Linie nach Jerusalem | J & J-Linie nach Jerusalem |
| Abzweig ehemals geradeaus und von rechts |                                               | Hauptlinie von Nahariyya | Hauptlinie von Nahariyya |
| |                                               | | |
| Bahnhof |                                               | at-Tina 1915–1927 Qirjat Malʾachi-Joʾav seit 2018                                                                              | at-Tina 1915–1927 Qirjat Malʾachi-Joʾav seit 2018                                                                              |
| |                                               | | |
| |                                               | | |
| Abzweig geradeaus und ehemals nach rechts |                                               | Bahnstrecke at-Tina–Küste nach al-Hudsch oder Beit Hanun (Bahn im Gazastreifen) und diese weiter nach Rafah (Sinai-Bahn) s. u. | Bahnstrecke at-Tina–Küste nach al-Hudsch oder Beit Hanun (Bahn im Gazastreifen) und diese weiter nach Rafah (Sinai-Bahn) s. u. |
| |                                               | | |
| Brücke über Wasserlauf |                                               | Nachal Lachisch | Nachal Lachisch |
| |                                               | | |
| Bahnhof |                                               | ʿIraq al-Manschiyya 1915–1927 Qirjat Gat 1960–1979 und seit 1997                                                               | ʿIraq al-Manschiyya 1915–1927 Qirjat Gat 1960–1979 und seit 1997                                                               |
| |                                               | | |
| Abzweig geradeaus und von rechts |                                               | Cheletz-Güterbahn von Aschqelon seit 1982                                                                                      | Cheletz-Güterbahn von Aschqelon seit 1982                                                                                      |
| Abzweig ehemals geradeaus und nach links |                                               | Hauptlinie nach Beʾer Scheva                                                                                                   | Hauptlinie nach Beʾer Scheva                                                                                                   |
| Bahnhof (Strecke außer Betrieb) |                                               | Tell al-Ḥaṣi | Tell al-Ḥaṣi |
| Brücke über Wasserlauf (Strecke außer Betrieb) |                                               | Pura | Pura |
| Bahnhof (Strecke außer Betrieb) |                                               | Ameidat | Ameidat |
| Abzweig geradeaus und nach rechts (Strecke außer Betrieb) |                                               | Stichstrecke nach Harira | Stichstrecke nach Harira |
| Bahnhof (Strecke außer Betrieb) |                                               | Tell asch-Schariʿah | Tell asch-Schariʿah |
| Brücke über Wasserlauf (Strecke außer Betrieb) |                                               | Gerar | Gerar |
| Kreuzung (Strecke geradeaus außer Betrieb) |                                               | Bahnstrecke Aschqelon–Beʾer Scheva                                                                                             | Bahnstrecke Aschqelon–Beʾer Scheva                                                                                             |
| Brücke über Wasserlauf (Strecke außer Betrieb) |                                               | Nachal Pattisch | Nachal Pattisch |
| Bahnhof (Strecke außer Betrieb) |                                               | Abu Irgeig (Abu ʿIrqaiyiq) | Abu Irgeig (Abu ʿIrqaiyiq) |
| Abzweig geradeaus und von rechts (Strecke außer Betrieb) |                                               | Bahnstrecke von Rafah | Bahnstrecke von Rafah |
| Bahnhof (Strecke außer Betrieb) | 164,059,0                                     | Be’er Scheva (alt) 1915–1927                                                                                                   | Be’er Scheva (alt) 1915–1927                                                                                                   |
| Kopfbahnhof Strecke bis hier außer Betrieb |                                               | Beʾer Scheva Merkaz seit 2000                                                                                                  | Beʾer Scheva Merkaz seit 2000                                                                                                  |
| Abzweig ehemals geradeaus, nach links und von links |                                               | Hauptlinie nach Nahariyya | Hauptlinie nach Nahariyya |
| Brücke über Wasserlauf |                                               | Beʾer Scheva (Fluss) | Beʾer Scheva (Fluss) |
| Brücke über Wasserlauf |                                               | Nachal Beqa | Nachal Beqa |
| Betriebs-/Güterbahnhof Strecke ab hier außer Betrieb |                                               | Ramat Chovav Güterbahnhof | Ramat Chovav Güterbahnhof |
| Bahnhof (Strecke außer Betrieb) |                                               | ʿAsludsch 1916–1917 | ʿAsludsch 1916–1917 |
| Bahnhof (Strecke außer Betrieb) |                                               | ʿAudscha al-Ḥafir 1916–1917 | ʿAudscha al-Ḥafir 1916–1917 |
| Abzweig geradeaus und nach rechts (Strecke außer Betrieb) |                                               | Stichstrecke nach Magdhaba | Stichstrecke nach Magdhaba |
| Brücke über Wasserlauf (Strecke außer Betrieb) |                                               | ʿEzuz | ʿEzuz |
| Grenze (Strecke außer Betrieb) |                                               | Grenze zwischen Ägypten und Israel                                                                                             | Grenze zwischen Ägypten und Israel                                                                                             |
| Bahnhof (Strecke außer Betrieb) |                                               | al-Qusayma 1916–1917 | al-Qusayma 1916–1917 |
| Grenze (Strecke außer Betrieb) | 256,0                                         | Ägyptische Front im Sinai | Ägyptische Front im Sinai |

Die Osmanischen Militärbahnen in Palästina waren ein Eisenbahnsystem, das dem Nachschub der osmanischen Truppen in Palästina im Ersten Weltkrieg diente. Ausgangspunkt war die Samarienbahn Afula-Silat aẓ-Ẓahr.

## Militärische Ausgangssituation
Für die osmanische Regierung war es im Ersten Weltkrieg extrem wichtig, die den Briten gegenüberliegenden Garnisonen im Grenzgebiet zum Sultanat Ägypten auf dem Landweg zu versorgen. Osmanische Stoßrichtung war der Sueskanal. Dieser sollte für die Royal Navy unbenutzbar gemacht werden, um die Verbindung zwischen Britannien, dem Persischen Golf, Britisch-Indien und Ostafrika zu unterbrechen. Weiter mussten osmanische Truppen und Versorgungsgüter aus der Türkei an die Front gebracht werden, da die britische Flotte die absolute Seeherrschaft im östlichen Mittelmeer besaß und jeden Nachschub in die Levante über See unterband.
Eine durchgehende Eisenbahnverbindung zwischen der Türkei und Palästina konnte vor und während des Ersten Weltkriegs jedoch nicht hergestellt werden. Die Reisezeit für Truppenverstärkungen zwischen Istanbul und der Sinai- und Palästinafront betrug zwischen vier und sechs Wochen. Befestigte Straßen gab es kaum und Straßenverkehr war auf den existierenden Wegen während der Regenzeit im Winter nicht möglich. Truppen und Güter mussten mehrfach umgeladen werden, bevor sie die Front erreichten. Vom südlichen Endpunkt der Bahn in Palästina, von Silat eẓ-Ẓahr, mussten die Truppen zu Fuß über Jerusalem, Hebron und Beʾer Scheva zur Front marschieren. Der Nachschub wurde mit Kamelkarawanen befördert. Die unterschiedliche Spurweite der bestehenden Eisenbahnteilstücke zwischen der Türkei, Syrien und Palästina waren ein zusätzliches Problem.
Die osmanischen Truppen rückten von Beʾer Scheva am 14. Januar 1915 ab und erreichten die britischen Stellungen am Kanal am 3. Februar 1915. Dieser Angriff auf den Sueskanal scheiterte – auch wegen der schlechten Infrastruktur auf osmanischer Seite. Die Hedschasbahn war den Anforderungen am Anfang gewachsen, ausreichende Bestände an Kohle, Öl und Betriebsmitteln waren vorhanden. Es verkehrten täglich 9 Militärzüge, der öffentliche Verkehr war eingestellt. Beim Rückzug aus dem Angriff auf den Sueskanal im März 1915 gingen jedoch die Kohlevorräte der Bahn ihrem Ende zu.

## Strecken

### Spurweite 1050 mm

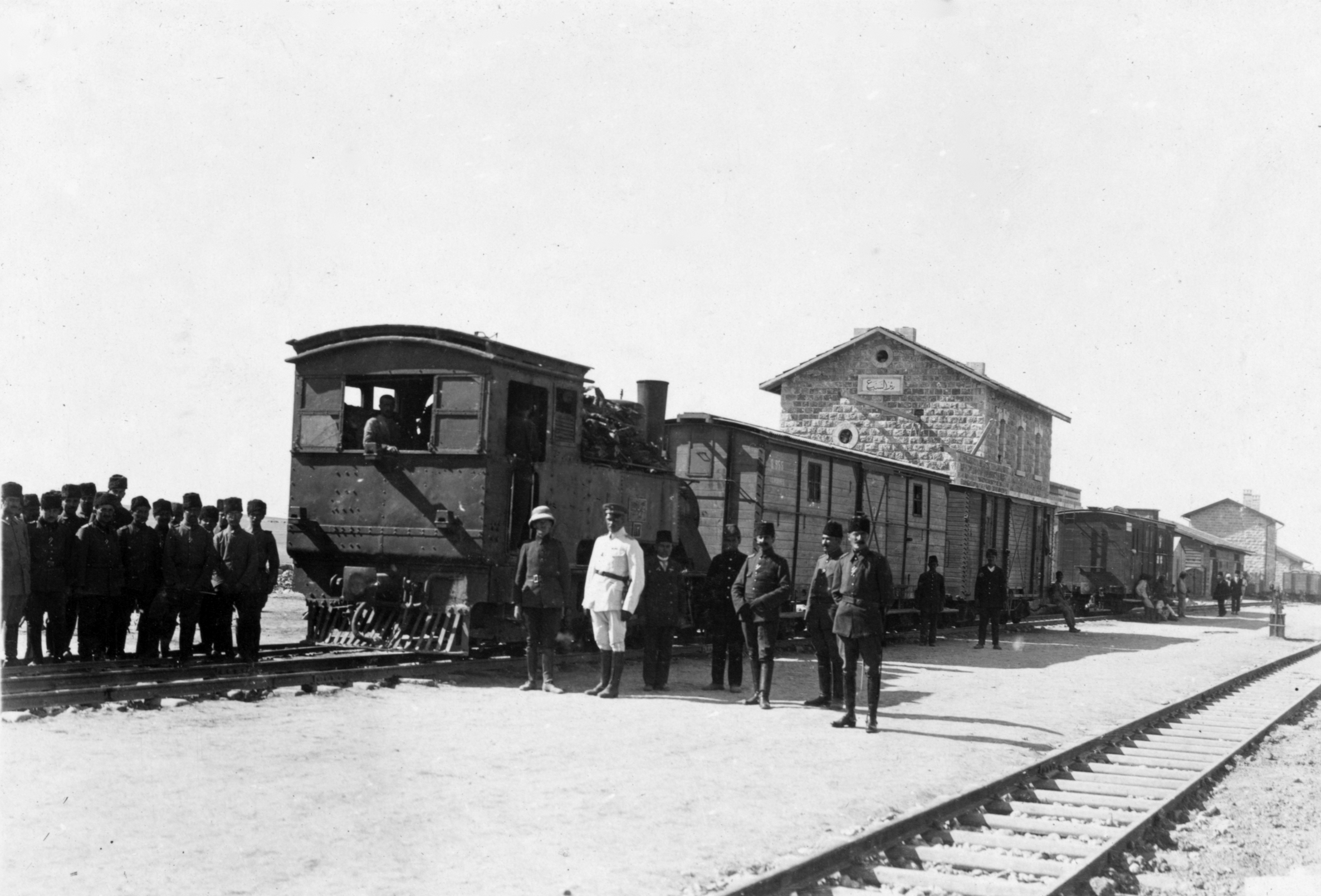
Bahnhof Birüssebi (heute Beʾer Scheva), 1917

Um diese logistischen Schwierigkeiten zu beheben, wurde mit größtmöglicher Geschwindigkeit die Eisenbahn nach Süden vorangetrieben. Ausgangspunkt war eine Zweigstrecke der Jesreʾeltalbahn, die Bahnstrecke Afula–Nablus in den Bergen Samariens (daher auch Samarienbahn), der damals am weitesten südlich reichenden Bahnstrecke der Hedschasbahn in Palästina, die beim Ausbruch des Krieges bis Silat eẓ-Ẓahr befahrbar war. Es handelte sich um eine Strecke aus dem Netz der Hedschasbahn in der Spurweite 1050 mm.
Am 15. Januar 1915 begannen die Arbeiten, um die Bahn nach Süden voranzutreiben. Der kommandierende General, Cemal Pascha, versicherte sich dazu der Hilfe von Heinrich August Meißner Pascha, der dafür von der Bagdadbahnbaugesellschaft freigestellt wurde. Die Bahn wurde von Silat eẓ-Ẓahr südwärts zum unterhalb des Patriarchenweges (heute Landstraße 60) an der Samarienbahn einsam gelegenen Bahnhof al-Masʿūdiyya weitergeführt.
Al-Masʿūdiyya (المَسْعُودِيَّةُ) ostwärts verlassend nahm die Strecke eine 180°-Kurve im westwärts abfallende Einschnitt eines Zuflusses des Nablus’ und folgte im weiteren Verlauf dessen Tal (Wadi az-Zaymar, auch Wadi asch-Scheʾir) über Anabta nach Tulkarm (Birat Soreqa). Durch die scharfe Kurve ersparte sich die Militärbahn im Nordsüdverkehr einen zeitraubenden Richtungswechsel. Von Tulkarm in der Scharonebene, wo der Bahnbau technisch minder aufwändig ist, führt die Strecke südwärts weiter über einen Abschnitt der Strecke Jaffa–Jerusalem (J & J) ab Lod bis in den Sinai.

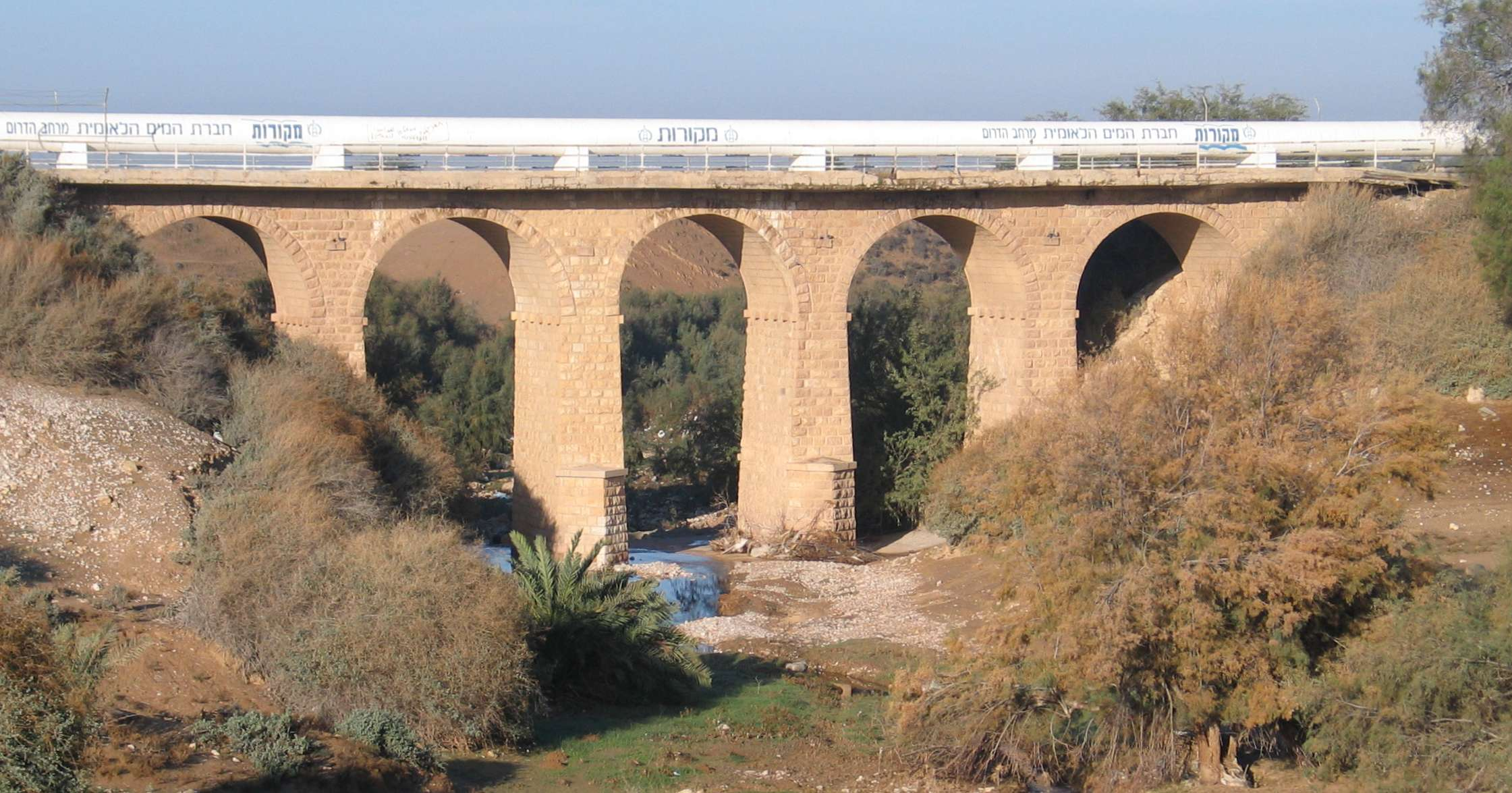
Brücke über den Nachal Paṭṭisch von 1915, jetzt Aquädukt, 2009

Da neues Baumaterial wegen der britischen Seehoheit nicht mehr angeliefert werden konnte, das Baumaterial aber zur Neige ging, wurden Vorräte genutzt, die für die Verlängerung der Hedschasbahn von Medina nach Mekka 1908 beschafft, aber nicht mehr verbaut worden waren und in Haifa lagerten. Schwellen wurden lokal hergestellt und von den Baustellen der Bagdadbahn zugeführt. Letztere mussten wegen der unterschiedlichen Spurweiten in Damaskus umgelocht werden. Weiter wurden einige militärisch unbedeutende Strecken demontiert, um das Material für die Verlängerung der Bahn nach Süden wieder zu verwenden. Dazu gehörte unter anderem der Abschnitt Jaffa-Lod der J & J-Linie im Mutesarriflik Jerusalem, die Bahnstrecke Haifa–Akko im Vilâyet Beirut, die Bahnstrecke Darʿa–Bosra und die Hauranbahn, beide im Vilâyet Syrien.

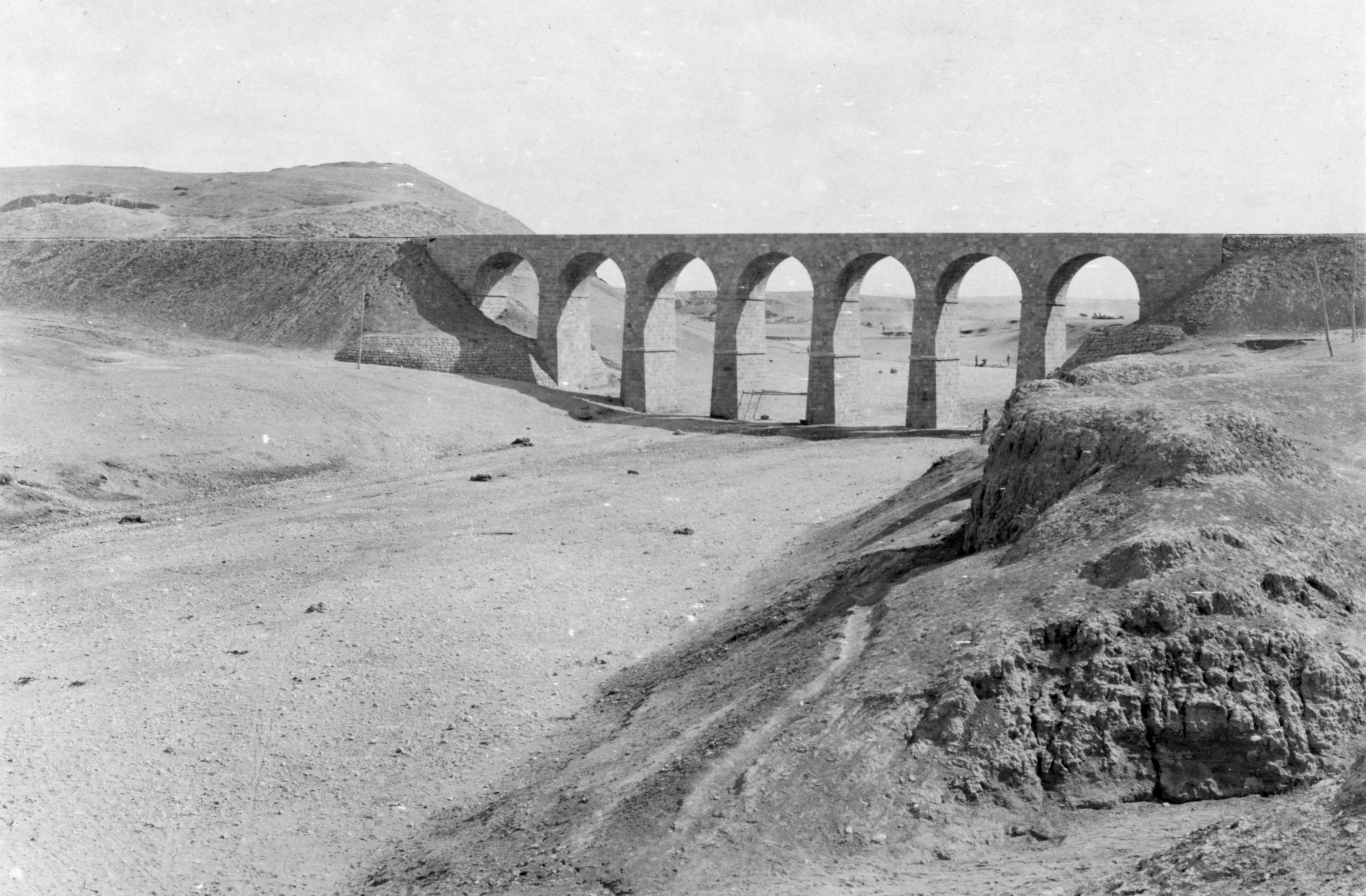
Brücke über den Gerar im Januar 1917

In flachem, bautechnisch anspruchslosem Gelände führte die Bahn von Tulkarm weiter nach Lod, immer ausreichend Abstand zum Meer einhaltend, um die Strecke außer Reichweite britischer Schiffsgeschütze zu belassen. In Lod mündete die Bahn in die Bahnstrecke Jaffa–Jerusalem (J & J). Deren Trasse wurde von hier bis Jerusalem von 1.000 mm auf 1.050 mm umgespurt und bis zum Betriebshalt am Wadi as-Surar (heute Nachal Soreq) als Fortsetzung genutzt. Mit Hilfe von 2.000 geschulten Soldaten ließ Meißner Pascha Wassertürme in Masʿūdiyya, Tulkarm, Ras al-ʿAin, Wadi Surar, at-Tina, Tell asch-Schariʿah (Gerar) und Beʾer Scheva errichten. Am 17. Oktober 1915 wurde der Betrieb bis zum Bahnhof Birüssebi (heute Beʾer Scheva) aufgenommen, am 31. Oktober d. J. wurde die Eröffnung des Bahnhofs gefeiert,:314 wozu unter anderen Friedrich Kreß von Kressenstein und Heinrich August Meißner zugegen waren.:73

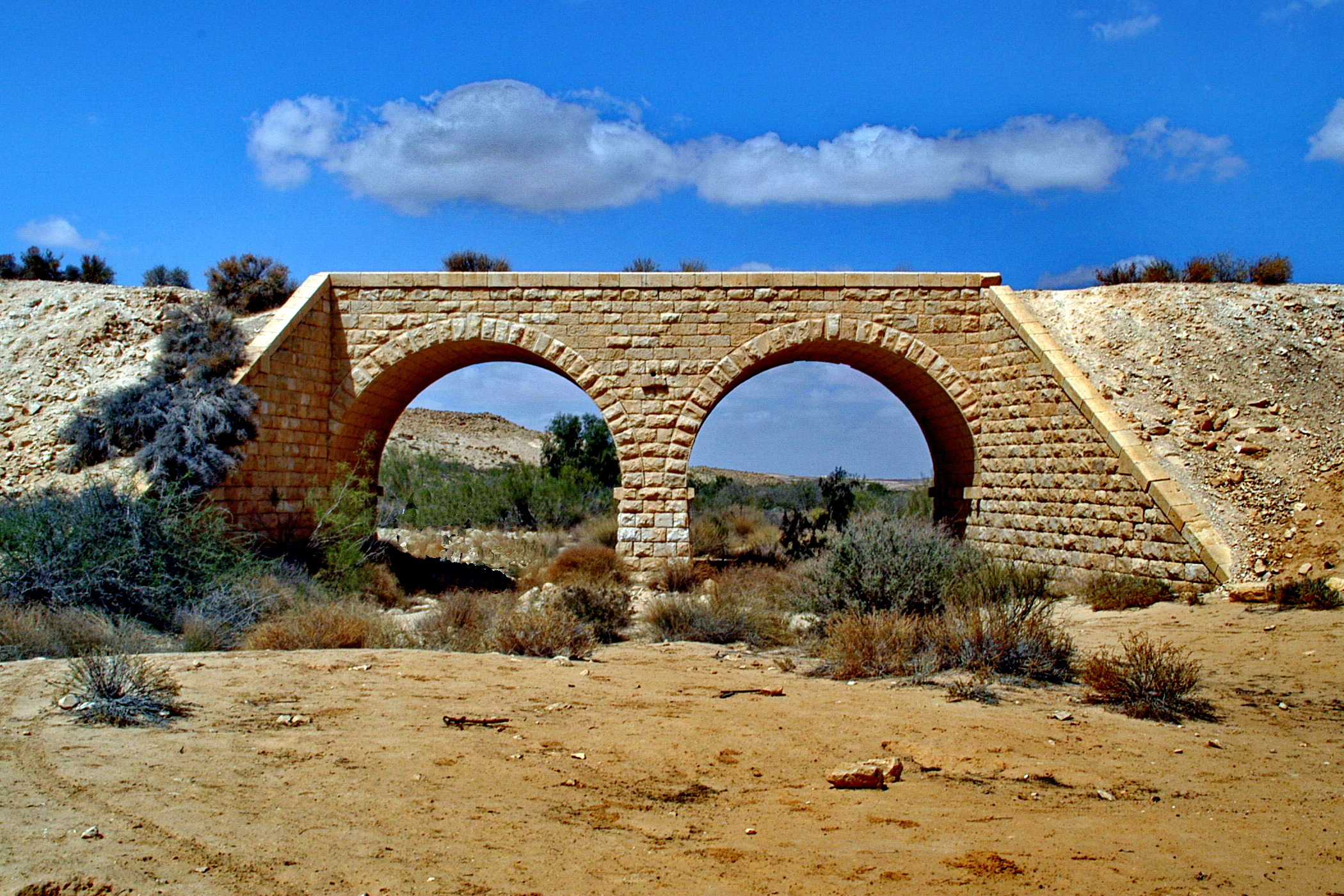
Brücke über den ʿEzuz, 2006

Die Strecke al-Masʿūdiyya–Beʾer Scheva war 165 km lang und nutzte 18 km der J & J. Der Ort Beʾer Scheva war Hauptstützpunkt der osmanischen Streitkräfte in der Region. Von dort wurde weiter in Richtung Süden nach Nessana (ʿAudscha al-Ḥafir) (92 km) gebaut, das im Sommer 1916 erreicht wurde, an die Grenze zu Ägypten und nach al-Qusayma auf der Sinai-Halbinsel. Die Materialbeschaffung wurde dabei immer schwieriger, und die Geschwindigkeit des Gleisbaus nahm ab. In al-Qusayma endete dann der Bahnbau wegen der heranrückenden Briten. „Regulärer“ Bahnbetrieb fand nur bis Nessana (ʿAudscha al-Ḥafir) statt, er musste aber schon im Frühjahr 1917 wieder aufgegeben werden.
| Spurweite: | 1050 mm                                       |                                                                                |                                                                                |
| |                                               |                                                                                |                                                                                |
| Spurweite: ab 1918 | 1435 mm: von Abzweig Aschqelon bis Beit Hanun |                                                                                |                                                                                |
| Staaten: | Israel, Gazastreifen                          |                                                                                |                                                                                |
| ʾ ʾ \| \| \| \| \| \| \| \| Militärbahn Masʿūdiyya–Sinai von Masʿūdiyya (s. o.) \| \| \| \| \| \| \| \| \| \| Hauptlinie von Nahariyya \| \| \| \| \| \| \| \| \| 0,0 \| at-Tina 1915–1927 Qirjat Malʾachi-Joʾav seit 2018 \| at-Tina 1915–1927 Qirjat Malʾachi-Joʾav seit 2018 \| \| \| \| \| \| \| \| \| \| \| \| \| \| Hauptlinie nach Beʾer Scheva und Strecke Masʿūdiyya–Sinai in den Sinai (s. o.) \| \| \| \| \| \| \| \| \| \| Schmalspurstrecke abgetragen \| \| \| \| \| Nachal haʾElah \| \| \| \| \| Nachal Guvrin \| \| \| \| \| Nachal Lachisch \| \| \| \| \| Dschulis جولس, DMG Ǧūlis \| \| \| \| \| ʿEvtach \| \| \| \| \| \| \| \| \| \| Sinai-Bahn von Lod, dazu 1917 Normalspur Bahnstrecke von Aschqelon seit 2016 \| \| \| \| \| \| \| \| \| \| Cheletz-Güterbahn nach Qirjat Gat seit 1982 \| \| \| \| \| Anschluss Kraftwerk Dorad 1990–2000 \| \| \| \| \| al-Jiya \| \| \| \| \| Barbara \| \| \| \| \| Bayt Jirja \| \| \| \| \| → Bahnstrecke Aschqelon–Beʾer Scheva \| \| \| \| \| Wad al-ʿAbd (Nachal ʿOved) \| \| \| \| \| Deir Suneid \| \| \| \| \| al-Hudsch \| \| \| \| \| Wadi al-Ḥassi (Nachal Schiqmah) \| \| \| \| \| → Bahnstrecke nach Beʾer Scheva seit 2016 \| \| \| \| \| Grüne Linie \| \| \| \| \| \| \| \| \| 53,5 \| Beit Hanun Ende Schmalspur, April 1917 als Teil der Sinai-Bahn Normalspur \| Beit Hanun Ende Schmalspur, April 1917 als Teil der Sinai-Bahn Normalspur \| \| \| \| \| \| \| \| \| ↓ Sinai-Bahn nach al-Qantarah \| \| |                                               |                                                                                |                                                                                |
| |                                               |                                                                                |                                                                                |
| Strecke (außer Betrieb) |                                               | Militärbahn Masʿūdiyya–Sinai von Masʿūdiyya (s. o.)                            | Militärbahn Masʿūdiyya–Sinai von Masʿūdiyya (s. o.)                            |
| |                                               |                                                                                |                                                                                |
| Abzweig ehemals geradeaus und von rechts |                                               | Hauptlinie von Nahariyya                                                       | Hauptlinie von Nahariyya                                                       |
| |                                               |                                                                                |                                                                                |
| Bahnhof | 0,0                                           | at-Tina 1915–1927 Qirjat Malʾachi-Joʾav seit 2018                              | at-Tina 1915–1927 Qirjat Malʾachi-Joʾav seit 2018                              |
| |                                               |                                                                                |                                                                                |
| |                                               |                                                                                |                                                                                |
| Abzweig ehemals geradeaus und nach links |                                               | Hauptlinie nach Beʾer Scheva und Strecke Masʿūdiyya–Sinai in den Sinai (s. o.) | Hauptlinie nach Beʾer Scheva und Strecke Masʿūdiyya–Sinai in den Sinai (s. o.) |
| |                                               |                                                                                |                                                                                |
| Strecke (außer Betrieb) |                                               | Schmalspurstrecke abgetragen                                                   | Schmalspurstrecke abgetragen                                                   |
| Brücke über Wasserlauf (Strecke außer Betrieb) |                                               | Nachal haʾElah                                                                 | Nachal haʾElah                                                                 |
| Brücke über Wasserlauf (Strecke außer Betrieb) |                                               | Nachal Guvrin                                                                  | Nachal Guvrin                                                                  |
| Brücke über Wasserlauf (Strecke außer Betrieb) |                                               | Nachal Lachisch                                                                | Nachal Lachisch                                                                |
| Bahnhof (Strecke außer Betrieb) |                                               | Dschulis جولس, DMG Ǧūlis                                                       | Dschulis جولس, DMG Ǧūlis                                                       |
| Brücke über Wasserlauf (Strecke außer Betrieb) |                                               | ʿEvtach                                                                        | ʿEvtach                                                                        |
| |                                               |                                                                                |                                                                                |
| Abzweig ehemals geradeaus und von rechts |                                               | Sinai-Bahn von Lod, dazu 1917 Normalspur Bahnstrecke von Aschqelon seit 2016   | Sinai-Bahn von Lod, dazu 1917 Normalspur Bahnstrecke von Aschqelon seit 2016   |
| |                                               |                                                                                |                                                                                |
| Abzweig geradeaus und nach links |                                               | Cheletz-Güterbahn nach Qirjat Gat seit 1982                                    | Cheletz-Güterbahn nach Qirjat Gat seit 1982                                    |
| Abzweig geradeaus und ehemals nach rechts |                                               | Anschluss Kraftwerk Dorad 1990–2000                                            | Anschluss Kraftwerk Dorad 1990–2000                                            |
| ehemaliger Haltepunkt / Haltestelle |                                               | al-Jiya                                                                        | al-Jiya                                                                        |
| ehemaliger Haltepunkt / Haltestelle |                                               | Barbara                                                                        | Barbara                                                                        |
| ehemaliger Haltepunkt / Haltestelle |                                               | Bayt Jirja                                                                     | Bayt Jirja                                                                     |
| Abzweig ehemals geradeaus und nach links · Strecke von rechts |                                               | → Bahnstrecke Aschqelon–Beʾer Scheva                                           | → Bahnstrecke Aschqelon–Beʾer Scheva                                           |
| Brücke über Wasserlauf (Strecke außer Betrieb) · Brücke über Wasserlauf |                                               | Wad al-ʿAbd (Nachal ʿOved)                                                     | Wad al-ʿAbd (Nachal ʿOved)                                                     |
| Bahnhof (Strecke außer Betrieb) · Strecke |                                               | Deir Suneid                                                                    | Deir Suneid                                                                    |
| Abzweig geradeaus und nach links (Strecke außer Betrieb) · Kreuzung (Querstrecke außer Betrieb) · Kopfbahnhof Streckenende und quer (Strecke außer Betrieb) |                                               | al-Hudsch                                                                      | al-Hudsch                                                                      |
| Brücke über Wasserlauf (Strecke außer Betrieb) · Brücke über Wasserlauf |                                               | Wadi al-Ḥassi (Nachal Schiqmah)                                                | Wadi al-Ḥassi (Nachal Schiqmah)                                                |
| Strecke (außer Betrieb) · Strecke nach links |                                               | → Bahnstrecke nach Beʾer Scheva seit 2016                                      | → Bahnstrecke nach Beʾer Scheva seit 2016                                      |
| Grenze (Strecke außer Betrieb) |                                               | Grüne Linie                                                                    | Grüne Linie                                                                    |
| |                                               |                                                                                |                                                                                |
| Bahnhof (Strecke außer Betrieb) | 53,5                                          | Beit Hanun Ende Schmalspur, April 1917 als Teil der Sinai-Bahn Normalspur      | Beit Hanun Ende Schmalspur, April 1917 als Teil der Sinai-Bahn Normalspur      |
| |                                               |                                                                                |                                                                                |
| Strecke (außer Betrieb) |                                               | ↓ Sinai-Bahn nach al-Qantarah                                                  | ↓ Sinai-Bahn nach al-Qantarah                                                  |

#### Strecke at-Tina–Küste
Nachdem die Streitkräfte der Mittelmächte Gaza in der Ersten Schlacht um diese Stadt hatten halten können, beschloss Friedrich Kreß von Kressenstein, Gazas Verteidigung besser zu versorgen und zu stärken, wozu er ab März 1917 eine Bahn von der Negevstrecke ab at-Tina in südwestlicher Richtung vorantreiben ließ. An ihrer Spitze gabelte sie sich, der Hauptstrang erreichte im April des Jahres Beit Hanun und maß insgesamt 53,5 km. Die Gabelung nach al-Hudsch (westlich Dorots) war 12 Kilometer.

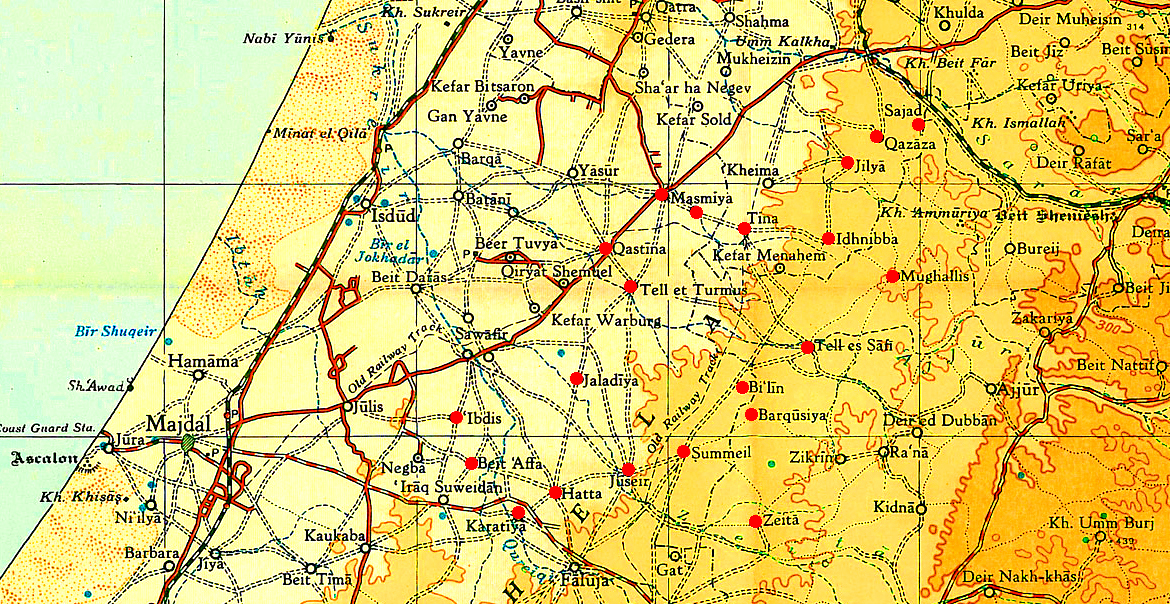
Trasse zwischen at-Tina und Barbara, meist gestrichelt, Karte von 1944

Neben der zentralen Strecke errichtete das osmanische Militär zusätzlich noch eine Nebenstrecke von Tulkarm nach Kafr Qara (24 km) und von dieser abzweigend nach al-Dschalama (Gelenne) – Chadera (6 km). Diese Bahn führte der Hauptbahn Feuerholz als Heizmaterial für die Lokomotiven zu.

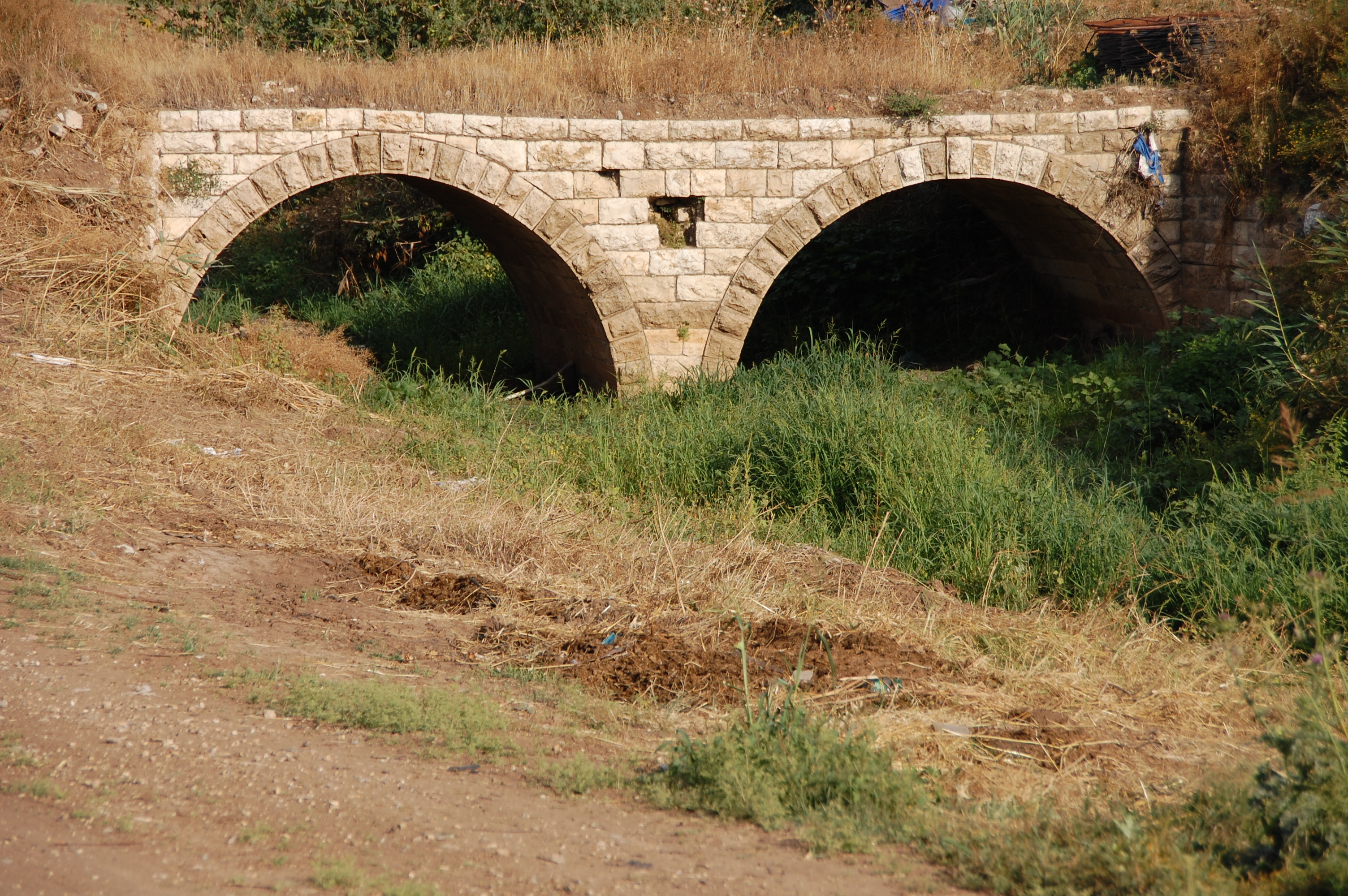
Brücke über den Nachal ha-ʾElah zwischen Kfar Achim und Qirjat Malʾachi, 2011

### Spurweite 600 mm
Diese „Hauptstrecken“ wurden durch Feldbahnen in der Spurweite 600 mm ergänzt. Das waren im Einzelnen die Strecken
- Nessana (ʿAudscha al-Ḥafir) – Magdhaba (مغضبة Maġżaba), die osmanische Positionen im Sinai versorgte;
- Tell asch-Schariʿah (Gerar) – Tell Abu Hurayrah (heute: Tel Haror) (vermutlich 600 mm), gebaut im März 1917 aus beim Rückbau der Strecke nach ʿAyn asch-Schallalah gewonnenem Material als Verbindung zur 16. Türkischen Division, um die wichtige Verteidigungsstellung in Tell Abu Hurayrah zu sichern;
- Tell asch-Schariʿah (Gerar) – ʿAyn asch-Schellalah (vermutlich 600 mm), gebaut im Januar 1917.

Der gesamte Streckenneubau in Palästina während des Ersten Weltkrieges belief sich auf osmanischer Seite, die Feldbahnen in 600-mm-Spur eingerechnet, auf 437 km.

## Betrieb
Das größte Problem des Eisenbahnbetriebs war, die Lokomotiven mit Brennstoff zu versorgen. Kohlevorkommen gab es nur im Libanon, allerdings in schlechter Qualität und geringen Mengen. Auf dem Seeweg konnte wegen der britischen Seeblockade nichts mehr herbeigeschafft werden. Der jährliche Holzbedarf für den Betrieb lag bei 150.000 t. Schon 1916 waren alle erreichbaren Baumbestände entlang der Bahnlinien verheizt, auch viele der alten Olivenhaine wurden abgeholzt. Die gesamte Inneneinrichtung aller Wagen der J & J wurde ebenfalls verfeuert, vermutlich als beim Vorrücken der Briten noch möglichst viele Lokomotiven nordwärts evakuiert werden sollten. Um Holz zu beschaffen, wurden Männer vom Militärdienst befreit, um auch weitab liegende Baumbestände nutzbar zu machen.
Trotz aller Anstrengungen konnte die durchgehende Bahnverbindung ab Istanbul erst 1918 fertiggestellt werden, also kurz vor Kriegsende, und hatte so auf den Ausgang der Kämpfe keinen Einfluss mehr. Nur noch etwa 100 Waggons mit deutscher Kohle erreichten die Hedschasbahn vor dem Zusammenbruch 1918.

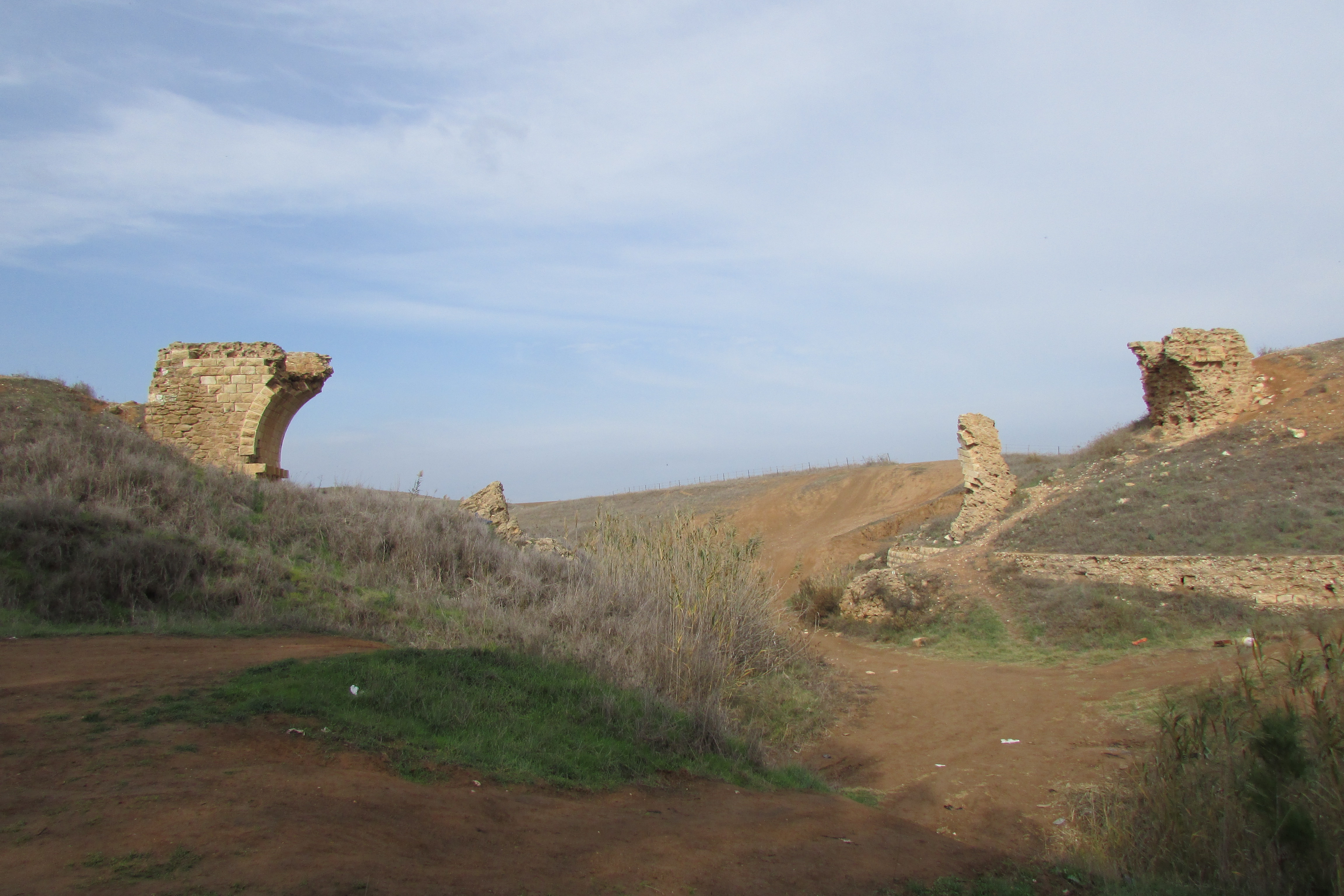
Bahnbrücke von 1915 über die Pura, deren Fluten den schadhaften Bau 1970 zum Einsturz brachten, 2015

Mit der Zeit wurden auch die Schmiermittel knapp. Deshalb griff man auf Rückstände der Olivenölproduktion zurück und es wurden Rizinusplantagen unter der Regie der Bahnverwaltung angelegt. Diese Betriebsbedingungen führten schon 1914/15 zu einem erheblichen Verschleiß bei den Lokomotiven.
1917/1918 kamen zwei deutsche Eisenbahnbetriebskompanien (E.B.S.K.) auf der Hedschasbahn zum Einsatz:
- E.B.S.K. 11 unter Hauptmann Borck und
- E.B.S.K. 44/48 unter Hauptmann Pösentrup.

Die Kompanien bestanden aus deutschen Eisenbahnbeamten. Die E.B.S.K. 11 führte den gesamten Betrieb zwischen Samach und Tulkarm und stellte die Fahrdienstleiter.
Im November 1917 mussten die osmanischen Streitkräfte die Eisenbahn südlich von Tulkarm aufgeben, die Osmanische Militärbahn bestand also hier nur von 1915 bis 1917. Die britischen Militärbahnen in Palästina spurten die Streckenabschnitte zwischen Beʾer Scheva und Lod an der J&J-Linie bis 1917 und bis 1918 von dort weiter nach Tulkarm (Ostbahn) auf Normalspur um. Zwischen Wadi as-Surar und Beʾer Scheva wurde der Betrieb aber 1918 mangels Verkehrsaufkommens schon wieder eingestellt.
Teile der Trassen dieses südlichen Abschnitts bezog die israelische Staatsbahn Rakkevet Israel (RI) mit Begradigungen in ihre zwischen 1954 und 1956 nach Süden verlängerte Hauptlinie nach Beʾer Scheva ein. Im Jahre 2004 stellte die RI ein Teilstück zwischen Beʾer Scheva und Ramat Chovav südlich der Stadt als Güterbahn mit teils begradigter Trassenführung in Normalspur wieder her.

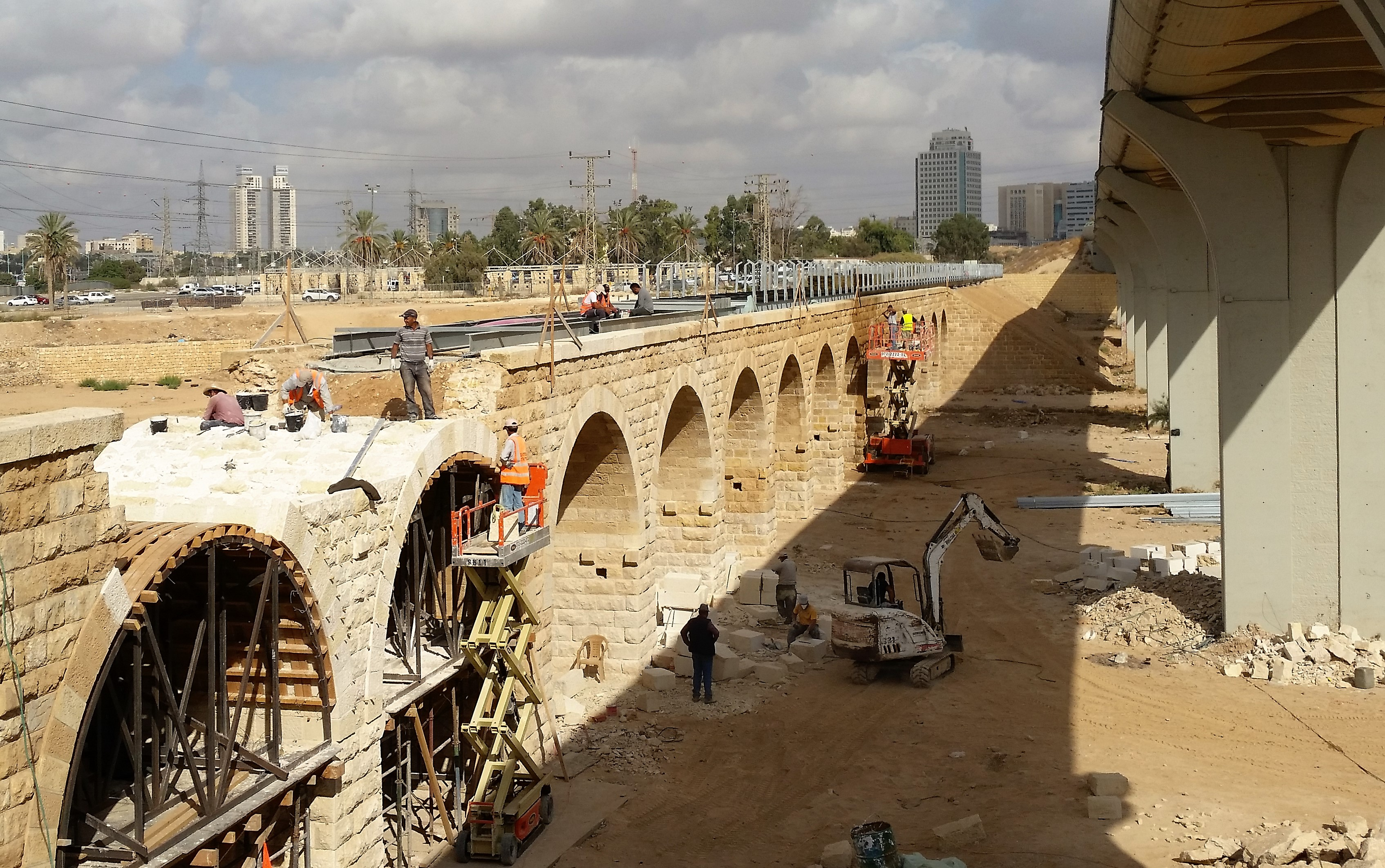
Bahnbrücken über den Beʾer Scheva in gleichnamiger Stadt, rechts die neue von 1999 und links die osmanische von Josef Wennagel, Sarona. Im Jahr 2016, dem 100. ihres Bestehens, werden zwei durch Fluten 1965 eingerissene Bögen rekonstruiert und die Brücke Teil eines Wanderwegs

## Bauliche Relikte
Von den osmanischen Militärbahnen haben nur wenige Gleisanlagen den Ersten Weltkrieg überdauert. Die nachfolgenden Briten übernahmen die Trassen zum Teil für die Britischen Militärbahnen in Palästina, die Strecken in Normalspur anlegte, teilweise rissen sie alte Trassen ersatzlos ab. Nur die kurzen Verbindungen der Samarienbahn zwischen ʿAfula und Nablus (Sichem) sowie das Nordende der Militärbahn Masʿūdiyya–Sinai aber nur bis Tulkarm wurden in der Mandatszeit in 1050 mm weiterbetrieben, weit davon entfernt, irgendwelche Bedeutung zu erlangen.
Die Britischen Militärbahnen ließen die Trasse der Militärbahn Masʿūdiyya–Sinai von Nachal Soreq (Wadi as-Sarar) nach Beʾer Scheva zwischen Mai und Juli 1918 auf 1435 mm umspuren, stellte den Betrieb allerdings schon drei Monate später wieder ein. Die letzten osmanischen Gleisanlagen südlich von Beʾer Scheva wurden erst 1924 demontiert, waren aber seit dem Krieg nicht mehr genutzt worden.

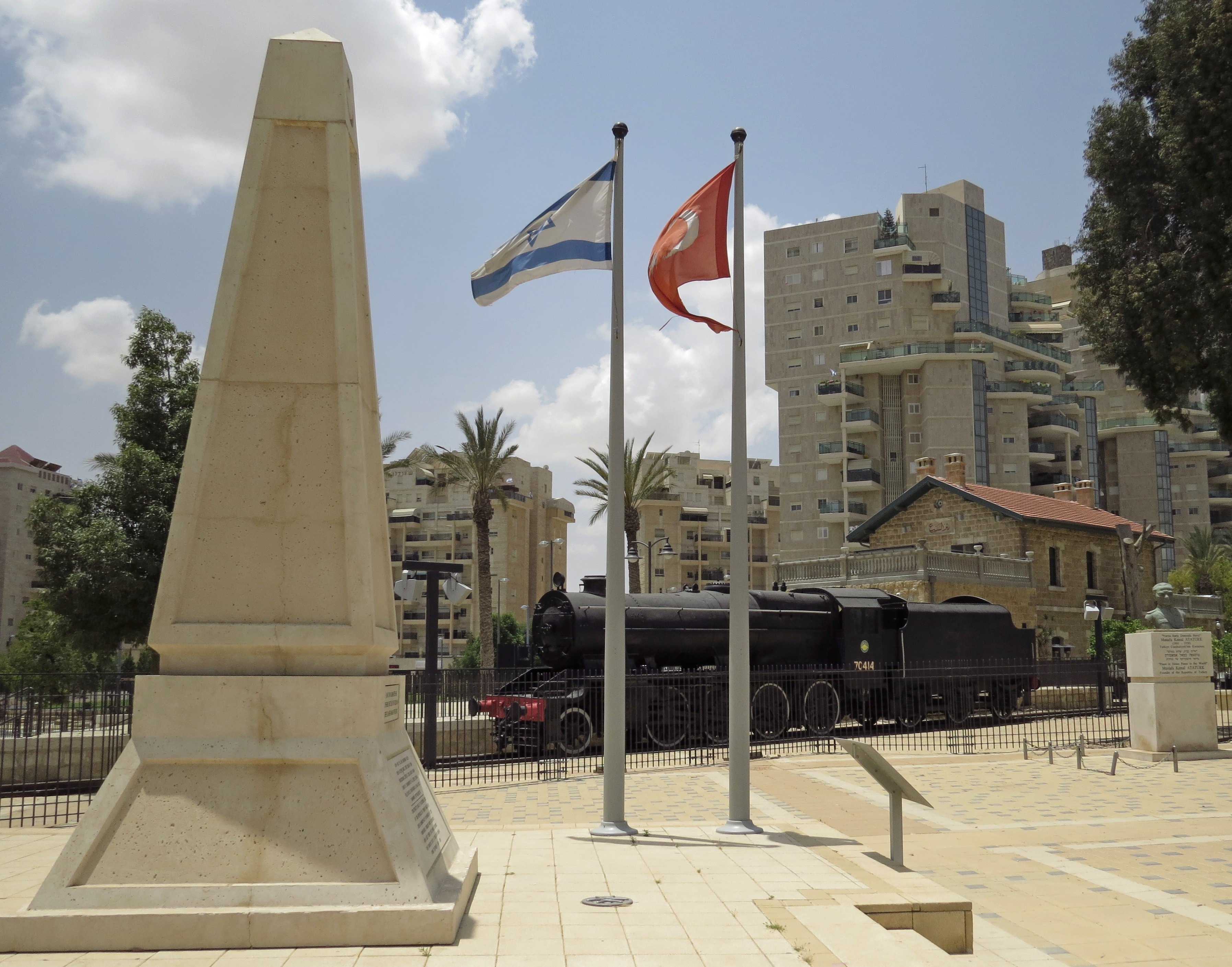
Ehrenmal für osmanische Gefallene vor Museumslok und osmanischem Bahnhof Birüssebi (heute Beʾer Scheva), 2015

In Beʾer Scheva stehen noch immer die Bahnhofsgebäude der osmanischen Militärbahn, außerordentlich solide in Stein ausgeführt. In den 1990er Jahren wurde das Empfangsgebäude als Kulturzentrum genutzt, das Wohnhaus des Stationsvorstehers als Büro einer Naturschutzorganisation. 400 Meter entfernt steht der steinerne Unterbau des alten Wasserturms, heute von Wohnblocks umzingelt, die ihn weit überragen. Weitgehend intakt ist auch ein großer Steinbogenviadukt am südlichen Ende der Stadt. Kleinere Brücken und Dämme sind von der Straße nach Nitzana an der ägyptischen Grenze aus zu sehen.